# کپ داگد

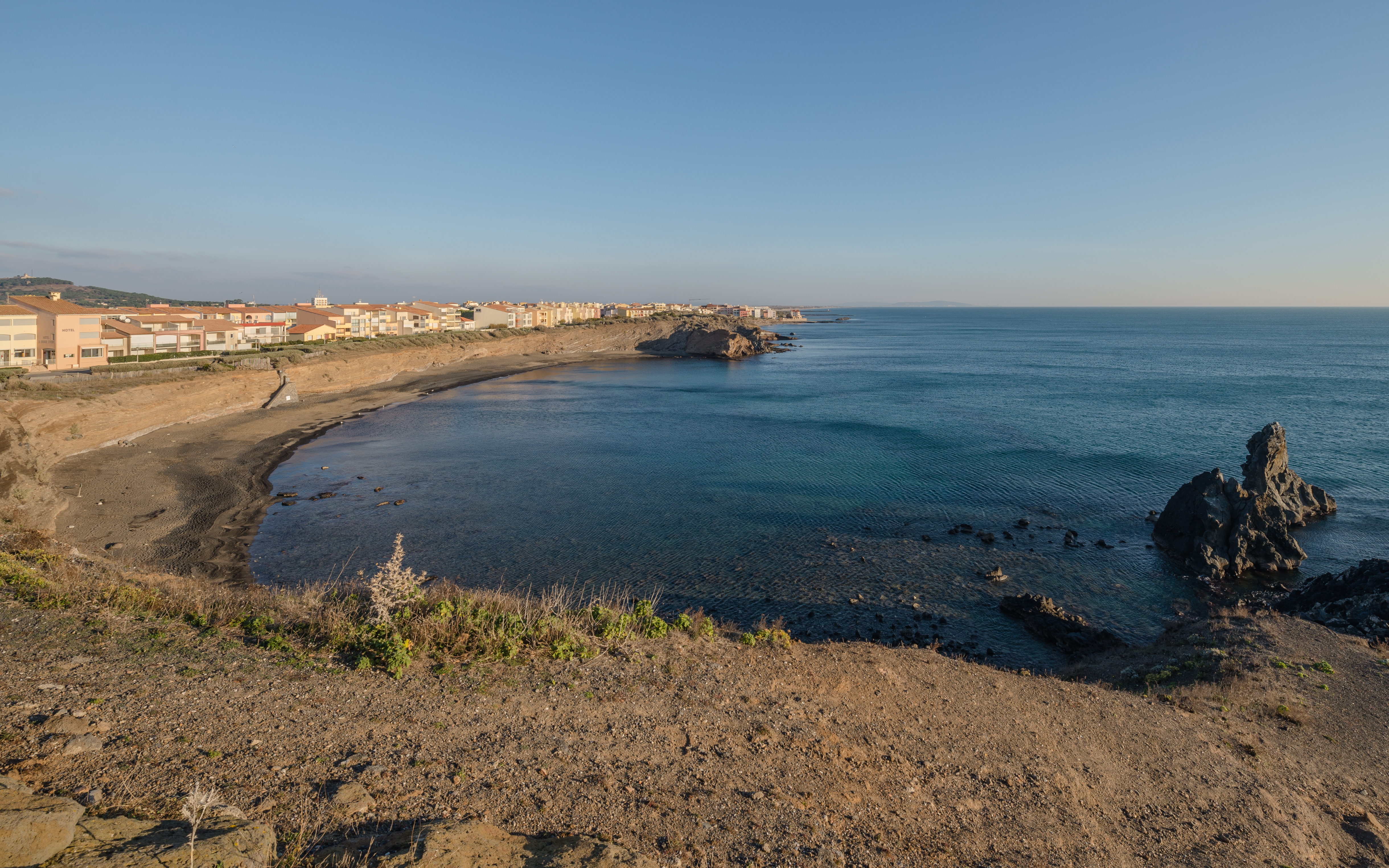
Grande Conque.

کپ داگد (به فرانسوی: Le Cap d'Agde) یک پلاژ ساحلی است که در پای یک کوه آتشفشانی خاموش واقع در ساحل دریای مدیترانه قرار گرفته‌است. از سال ۱۹۷۰ ساحل کپ داگد به عنوان یک ساحل برهنگی در فرانسه شناخته شد. علاوه بر ساحل برهنگی محوطه‌ای برای قایقرانی تفریحی و سکونت توریست‌ها ساخته شده‌است.

## رویدادهای کپ داگد
- جشنواره موتور سیکلت هارلی دیویدسن
- جشن برهنگی آخر سال که هر سال ۳۱ دسامبر برگزار می‌شود و بیانگر این است که برهنگان در هیچ موقع از سال از برهنگی خسته نمی‌شوند.
- راهپیمایی عید پنجاهه
- سمپوزیوم شطرنج در ابتدا توسط کارمندان شرکت گاز و برق در سال ۱۹۹۴ شکل گرفت ولی بعدها جنبه عمومی‌تر و رسمی‌تر به خود گرفت.[۲]

## آزادی برهنگی و انعکاس آن در ایران
برهنگی در پلاژ کپ داگد آزاد و قانونی است و سعی دارد سبک زندگی برهنه‌گرایی را در میان خانواده‌ها ترویج کند. برهنگی توریست‌ها در مناطق مسکونی هم آزاد است اما بابت برهنگی خود باید مقدار پول پرداخت کنند. برهنگی در کپ داگد مورد توجه رسانه‌های ایران هم قرار گرفته‌است باشگاه خبرنگاران جوان ادعا می‌کند در کپ داگد تمام کارمندان و صاحبان اصناف شهر برهنه به سر کار می‌روند.

## فعالیت‌های ممنوع
مقامات فرانسوی علی‌رغم به رسمیت شناختن صنعت سکس و جواز برای دایرکردن باشگاه‌های برهنگی و سکس‌شاپ در ساحل کپ‌آگد ولی بعضی کارهای را مانند عکاسی از برهنگان، رفتارهای تحریک‌آمیز، پوشیدن لباس‌های تحریک‌آمیز ممنوع کرده‌اند و رعایت نکردن آن‌ها عواقب قانونی دارد.